# 特殊格闘
特殊格闘（とくしゅかくとう）とは、特殊作戦群隊員が履修する格闘術。

## 解説
一般の自衛隊格闘術とは区別して呼称される。
稲川義貴が考案した格闘術であるゼロレンジコンバットまたは零距離戦闘術の一般非公開部分が、中央即応連隊と特殊作戦群のカリキュラムに組み込まれているという。